# Gare de Bohain
Gare de Bohain vasútállomás Franciaországban, Bohain-en-Vermandois településen.

## Vasútvonalak
Az állomást az alábbi vasútvonalak érintik:
- Creil–Jeumont-vasútvonal

## Kapcsolódó állomások
A vasútállomáshoz az alábbi állomások vannak a legközelebb:
- Gare de Fresnoy-le-Grand
- Gare de Busigny